# منتخب المجر لكرة الطائرة للرجال
منتخب المجر الوطني لكرة الطائرة للرجال (بالمجرية: Magyar férfi röplabda-válogatott)‏ هو ممثل المجر الرسمي في المنافسات الدولية في كرة طائرة في فئة كرة الطائرة للرجال.